# Sam Rayburn (Teksas)
Sam Rayburn – jednostka osadnicza w Stanach Zjednoczonych, w stanie Teksas, w hrabstwie Jasper.